# Wara Jarso
Wara Jarso (ou Were Jarso, en oromo : Warra Jaarsoo) est un woreda du centre de l'Éthiopie situé dans la zone Nord Shewa de la région Oromia. Wara Jarso compte 141 426 habitants en 2007. Ses principales agglomérations sont Goha Tsiyon, Tulu Milki et Filiklik.

## Situation
Limitrophe de la région Amhara et de la zone Ouest Shewa, Wara Jarso occupe l'extrémité occidentale de la zone Nord Shewa environ 70 km au nord-ouest de Fiche.
Il est bordé par la rivière Jamma au nord-est, par le Nil Bleu au nord-ouest et par la rivière Muger au sud-ouest.
L'autoroute Addis-Abeba-Baher Dar y dessert successivement
Tulu Milki,,,
Goha Tsiyon,, et
Filiklik
avant de traverser le Nil Bleu en direction de la région Amhara.
| Dejen              | Shebel Berenta | Dera         |
| Awabel Aneded (en) | Wara Jarso     | Hidabu Abote |
| Abuna Ginde Beret  | Kuyu           |              |

## Démographie
Le recensement national de 2007 fait état d'une population de 141 426 habitants dans le woreda dont 7 % de citadins.
La plupart des habitants (94 %) sont orthodoxes, 5 % sont protestants et 1 % sont musulmans.
Goha Tsiyon qui a 7 264 habitants en 2007 est la principale agglomération du woreda devant Tulu Milki et Filiklik qui ont respectivement 1 795 et 1 472 habitants à la même date.
En 2022, la population du woreda est estimée à 204 844 personnes avec une densité de population de 171 personnes par km2 et 1 198 km2 de superficie.